# Эндт, Германн фом
Германн фом Эндт (нем. Hermann vom Endt) (* 18 июля 1861 в Дюссельдорфе; † 27 сентября 1939 там же) - немецкий архитектор.

## Творческая биография
Фом Эндт изучал строительство и архитектуру в Дюссельдорфской художественной академии с 1876 по 1878 год у Вильгельма Лотца (Wilhelm Lotz) и стал членом ассоциации художников Малькастена (Malkasten (Künstlerverein)). После завершения учебы он сначала работал в Берлине в качестве сотрудника в студии известных архитекторов Kayser & von Großheim (Karl von Großheim). Позже он отправился в Западную Европу, Италию и Данию для дальнейшего обучения.
Фом Эндт спроектировал более двадцати зданий в центре Дюссельдорфа, в основном коммерческих и административных, а также построил церкви и жилые здания. Он был членом жюри архитектурных конкурсов, в комитете управляющих Союза Архитекторов Германии BDA, а также в Федеральном совете чести и председателем его отделения в Дюссельдорфе.
Фон Эндт предпочитал исторический архитектурный стиль и использовал язык неоклассицизма и необарокко в дизайне со склонностью к монументальности. Таким образом, он относится к таким архитекторам, как Рихард Бауэр (Richard Bauer (Architekt)), Йозеф Клеезаттель (Josef Kleesattel), Карл Мориц (Carl Moritz (Architekt)), Йоханнес Радке (Johannes Radke), Трауготт фон Зальцведель Traugott von Saltzwedel, Бруно Шмитц, Бернхард Зеринг (Bernhard Sehring), Эрнст Шталь (Ernst Stahl (Architekt)) и Карл Вах (Karl Wach), чьи здания сформировали облик центра Дюссельдорфа в эпоху Вильгельминизма.

## Семья
28 января 1891 года Герман фом Эндт женился на Элизабет Кустодис. Сын Рудольф фон Эндт, которого звали Руди (Rudi vom Endt), начал собственное дело рисовальщика и стал известен своими живыми и ироничными карикатурами. Сын Вальтер (родился 31 января 1893 г.; † 1982 г.) последовал отцовской профессии и стал архитектором.

## Здания, построенные в Дюссельдорфе (выборка)
- 1894–1896: Земельный банк Рейнской провинции (ныне на углу Фридрихштрассе/Фюрстенвалль, № 154, сохранился фасад).
- Около 1897: коммерческое здание Шнайдершес (Schneidersches Geschäftshaus) (Schneidersches), на углу Валльштрассе (Wallstrasse 29a) / Миттельштрассе (Mittelstrasse 11) (памятник архитектуры).
- 1898: группа жилых домов на Гётештрассе (16, 18, 20, 22, 24 и 24а) (в основном разрушены, малой сохранности).
- 1898–1899: театр Аполло (Apollo-Theater), Кёнигсаллее / Адерштрассе (после нескольких реставраций снесён в 1966 году).
- 1900–1901: здание Торговой палаты (Haus der Handelskammer), Граф-Адольф-Штрассе 47 (в послевоенное время восстановлено, но со значительными изменениями).
- Около 1904: жилой дом на Анфельдштрассе, 107 (Ahnfeldstraße 107) (не сохранился).
- Около 1904: жилой дом на Шёферштрассе: 10 Schäferstrasse 10 (сохранился с изменениями).
- Около 1904: жилой дом на Райхсштрассе, 41-43 (Reichsstraße 41–43) (ныне № 43, сохранился с изменениями).
- 1904: Жилые дома на Кайзер-Фридрих-Ринг (Kaiser-Friedrich-Ring) 7, 8 и 15 (памятники архитектуры).
- 1904–1905: жилые дома на Кайзер-Вильгельм-Ринг (Kaiser-Wilhelm-Ring) 3, 4, 5, 6 и 7 (памятники архитектуры).
- 1904–1905: здание Общей местной больничной кассы (Allgemeine Ortskrankenkasse (AOK), на Казерненштрассе, 63 (Kasernenstrasse 63) (памятники архитектуры)
- 1905–1907: здание Главной почтовой дирекции Дюссельдорфа (Oberpostdirektion Düsseldorf).
- 1906: реставрация интерьеров оперного театра (Stadttheater Düsseldorf).
- 1906: здание банка A. Schaaffhausen’schen Bankverein, Breite Straße 29 / Bastionstraße (не сохранилось).
- 1905–1909: офисное здание дюссельдорфской газеты "Генераланцайгер" (Girardethaus) на углу Кёнигсаллее, 27 / Тринкаусштрассе (Königsallee 27 / Trinkausstraße) (изменено).
- 1908: реставрация интерьеров виллы Дренгенбург.
- 1909–1910: Дом Союза немецких металлургов (ныне Институт стали VDEh (Stahlinstitut VDEh)), Брайте Штрассе (Breite Straße) 27.
- 1909–1911: офисное и торговое здание Гогенцоллернхаус (Hohenzollernhaus), на углу Кёнигсаллеи 14-16 / Шадовштрассе (Königsallee 14/16 / Schadowstraße).
- 1909–1911: Государственный дом администрации Рейнской провинции (Landeshaus Düsseldorf) с виллой земельного губернатора (позже Вилла Хорион (Villa Horion), резиденция президента парламента земли Северный Рейн-Вестфалия).
- 1910–1911: жилой дом предпринимателя Макса Ягенберга по улице Вассерштрассе 8 (Wasserstraße (Düsseldorf)) в Дюссельдорфе-Унтербилке (памятник архитектуры).
- 1911–1913: реконструкция здания парламента (Ständehaus (Düsseldorf)) Рейнской провинции.
- 1913–1914: жилое и торговое здание по Кёнигсаллее, 46 (Königsallee 46) (памятник архитектуры).
- 1914: здание по Дуйсбургер Штрассе, 44 (памятник архитектуры).
- 1914-1915: Драймедельбруннен (Dreimädelbrunnen) (памятник архитектуры).
- 1926–1928: Жилой комплекс Ойлерхоф (Eulerhof) во Флингерне (Flingern), на Доротеенштрассе / Линденштрассе / Дегерштрассе (вместе с Вальтером фон Эндтом и Йозефом Клeeзаттелем; памятник архитектуры).
- 1926: на Гезоляй (GeSoLei): выставочное здание издательства В. Жирарде (младшего) (W. Girardet) "Новости Дюссельдорфа" (Düsseldorfer Nachrichten) и "Хиршвальд-Бюхерхаус" (Hirschwald-Bücherhaus) Берлина (здания предназначались только на один год).
- Провинциальное учреждение по страхованию от пожара Рейнской провинции, Фридрихштрассе 70/74 (снесено).

## Фото-галерея

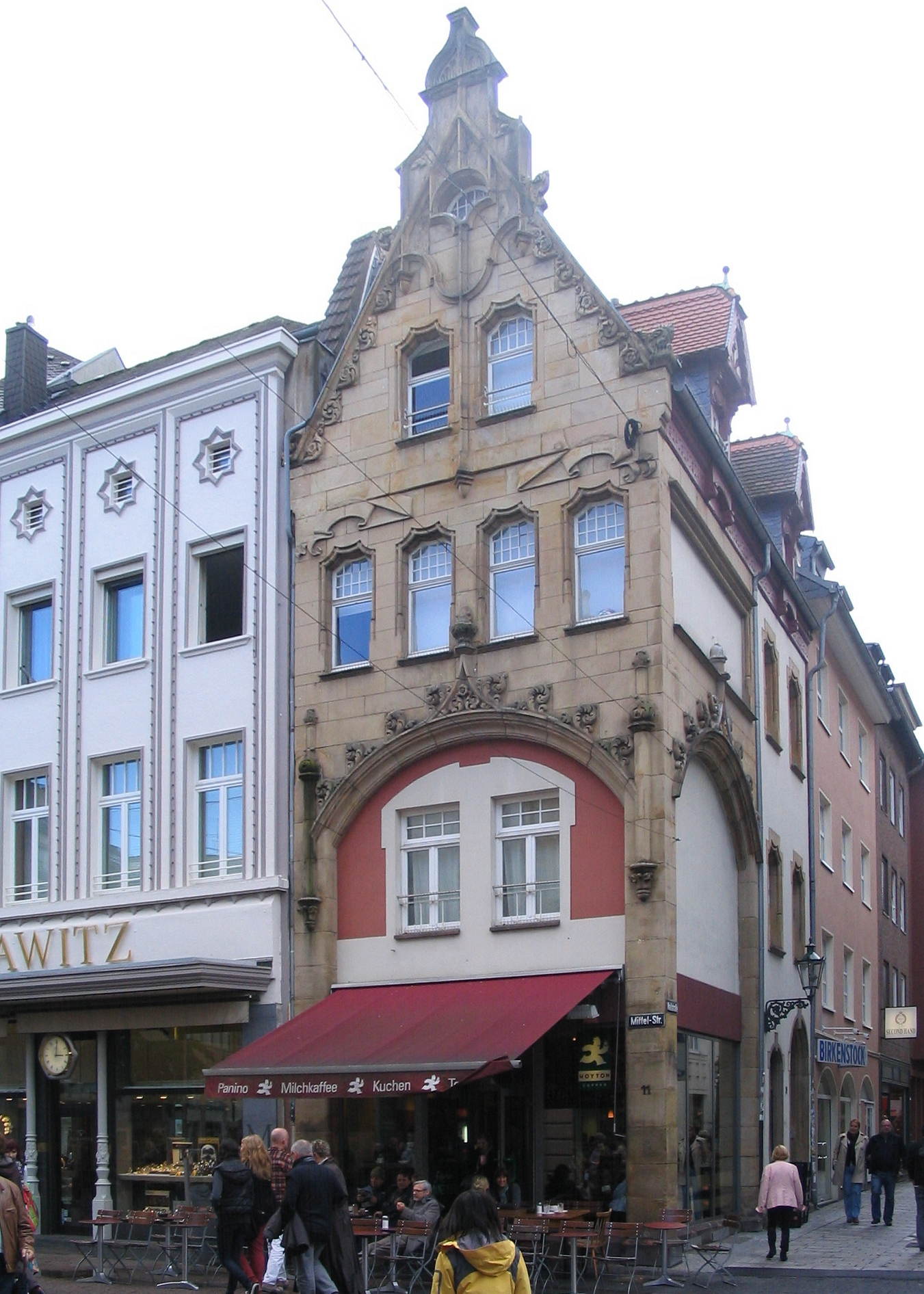
коммерческое здание Шнайдершес
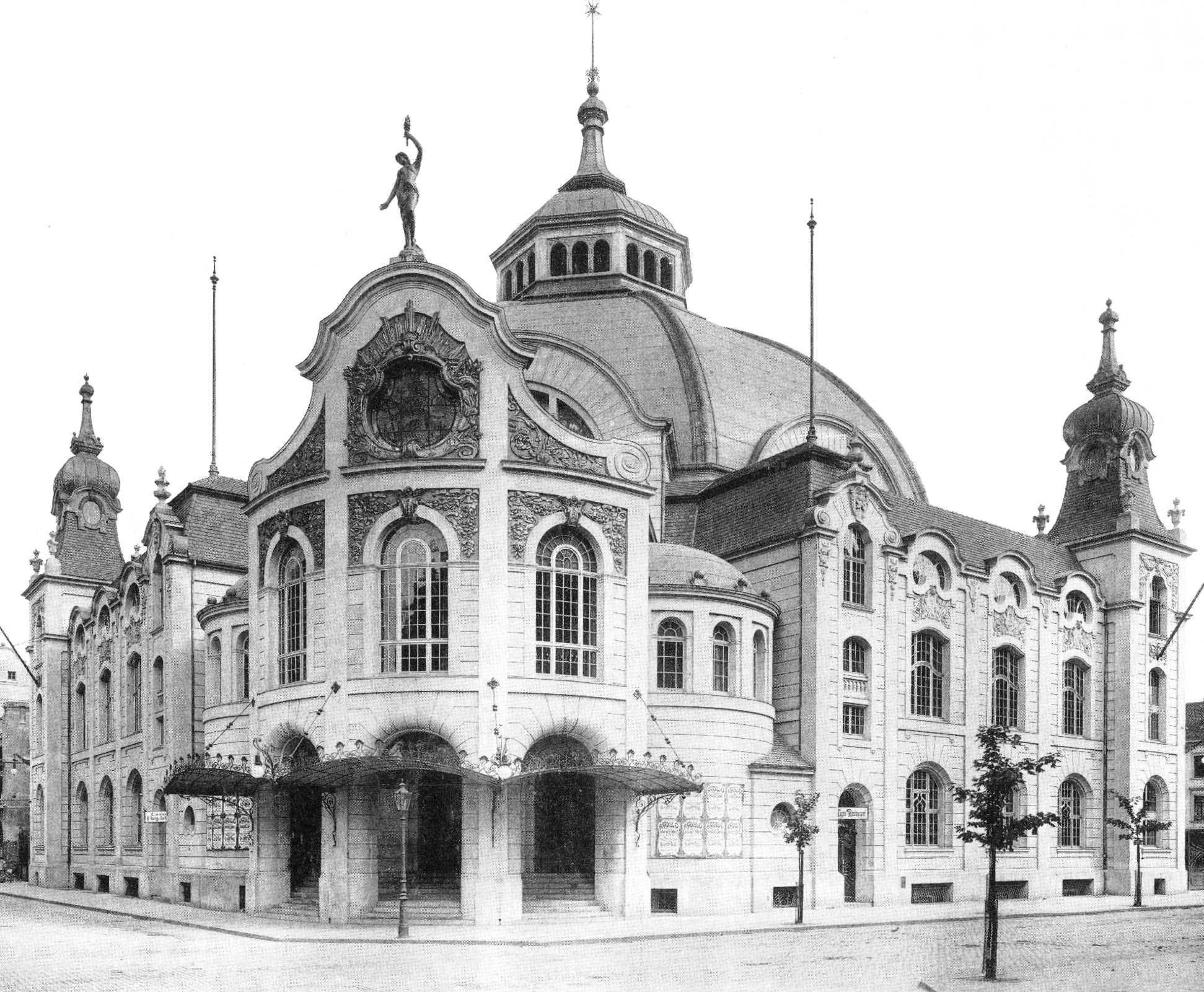
Аполло-Театр
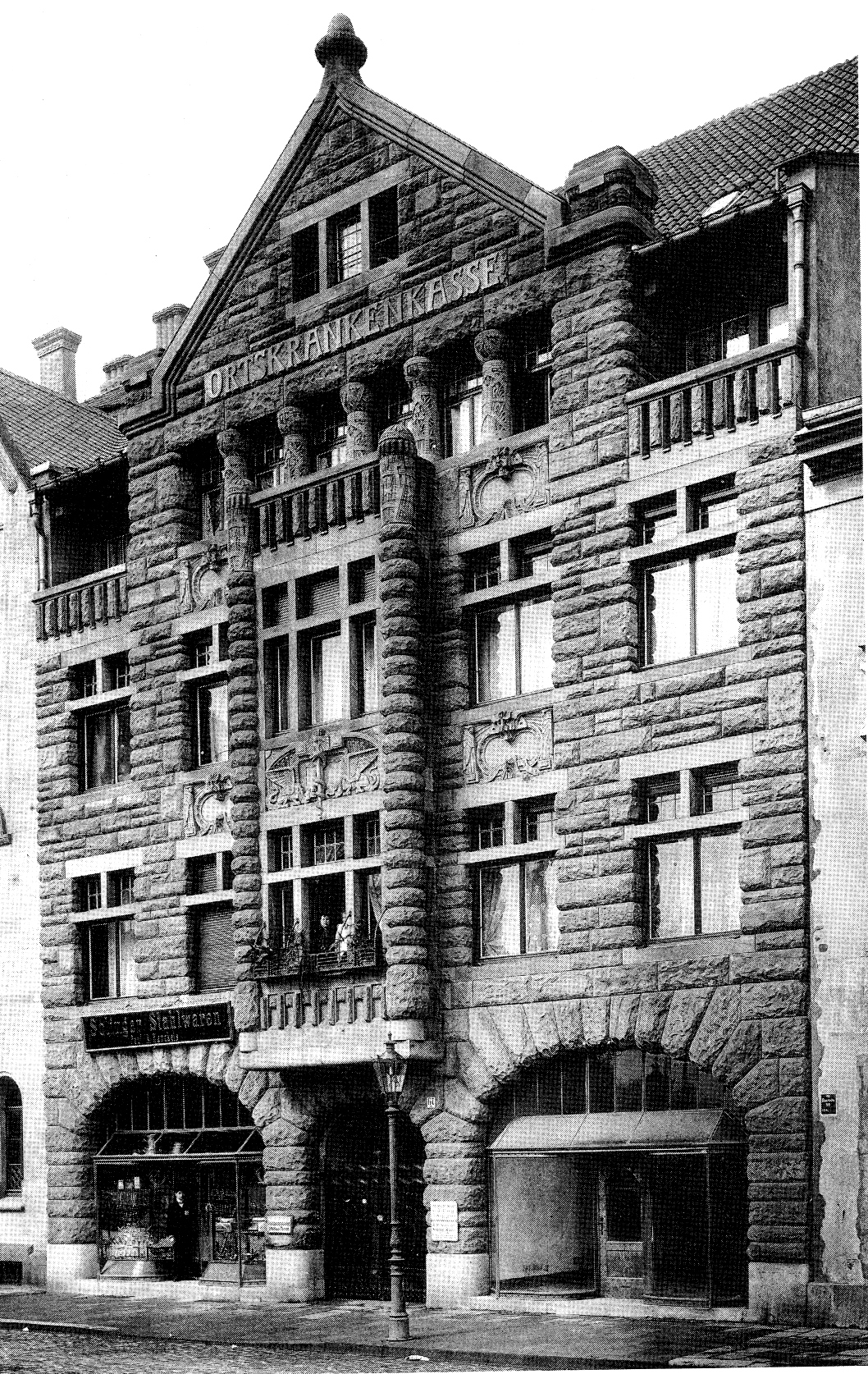
Здание AOK
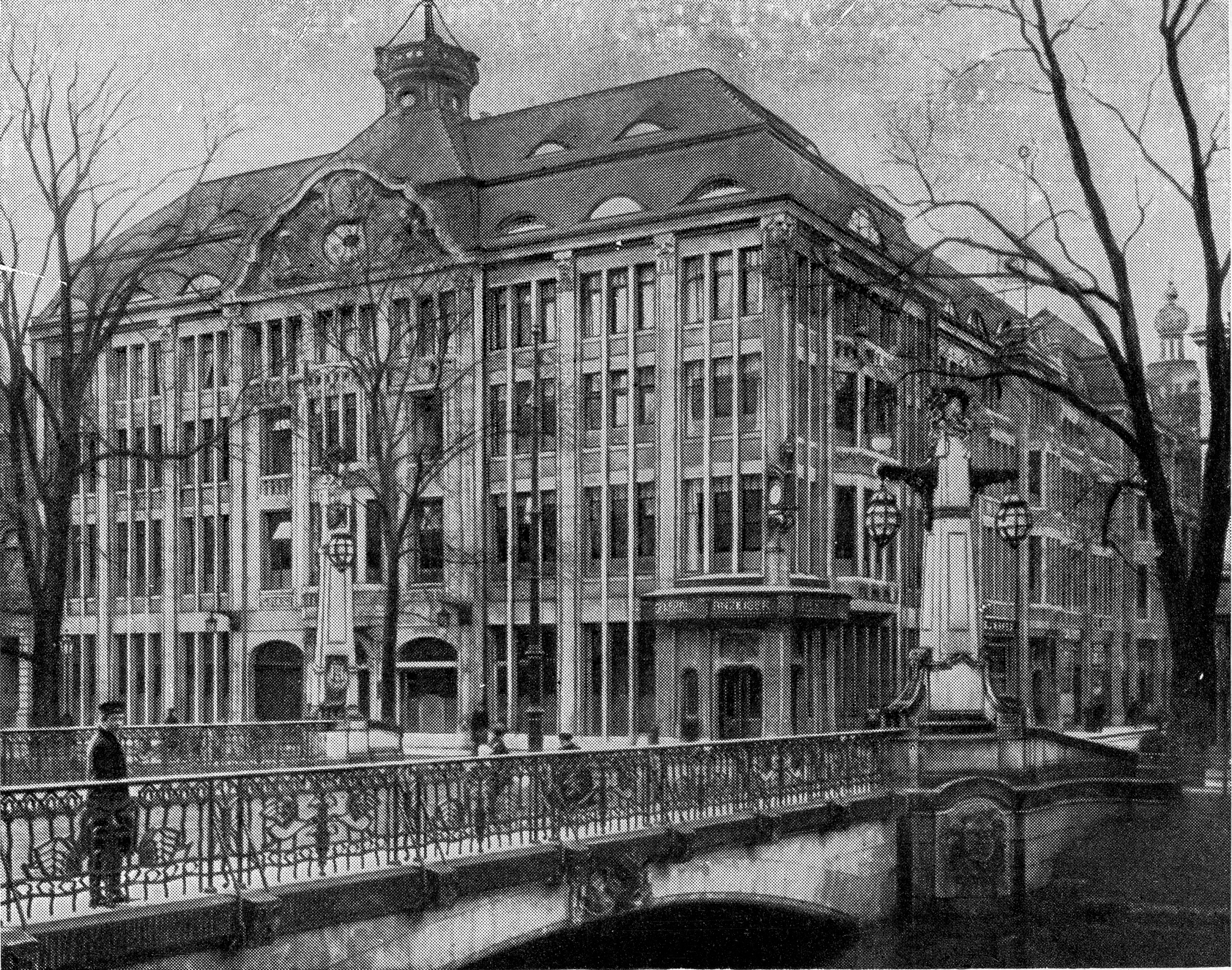
Коммерческое здание издательства Жирарде
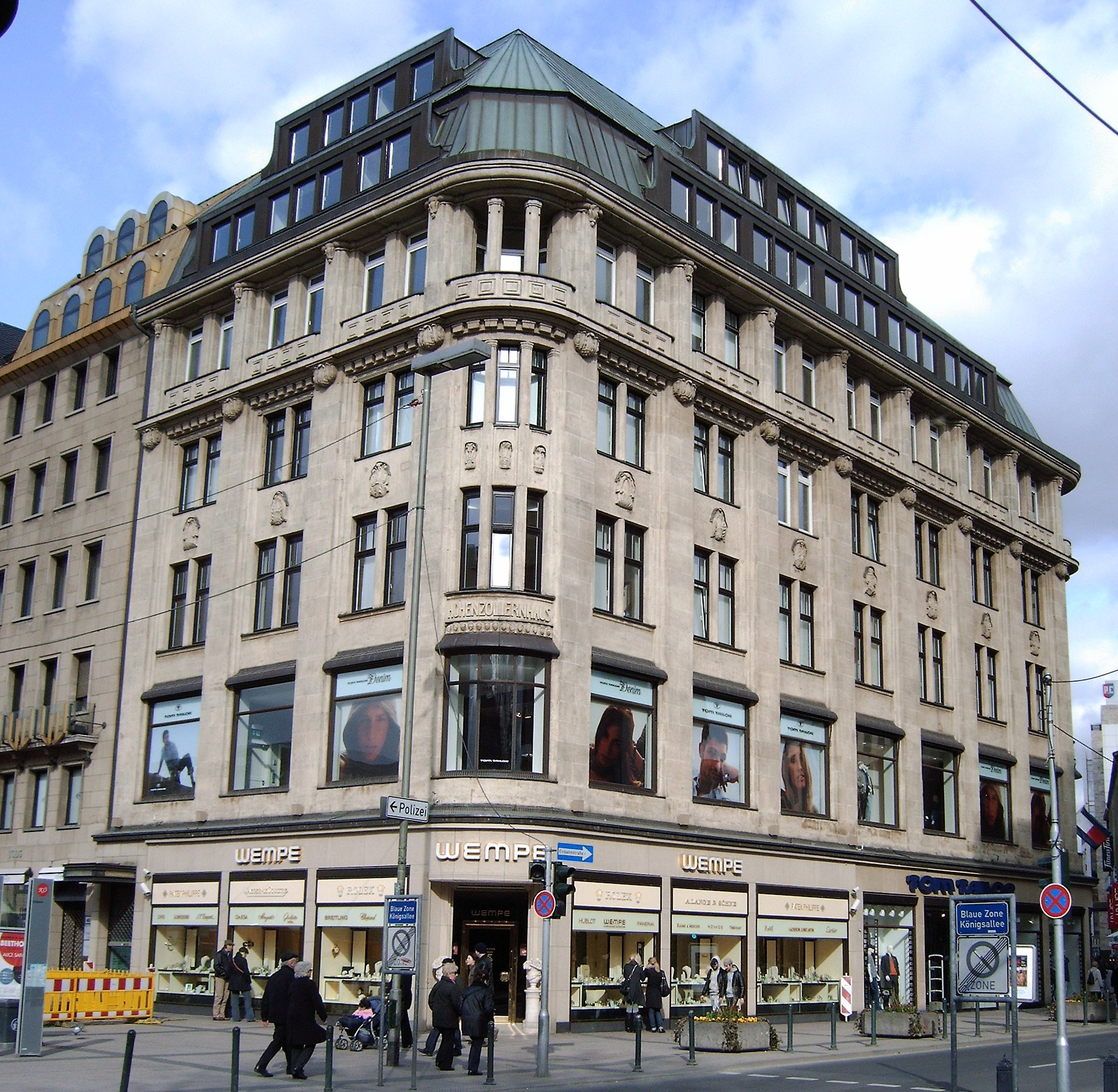
Здание Гогенцоллернхаус
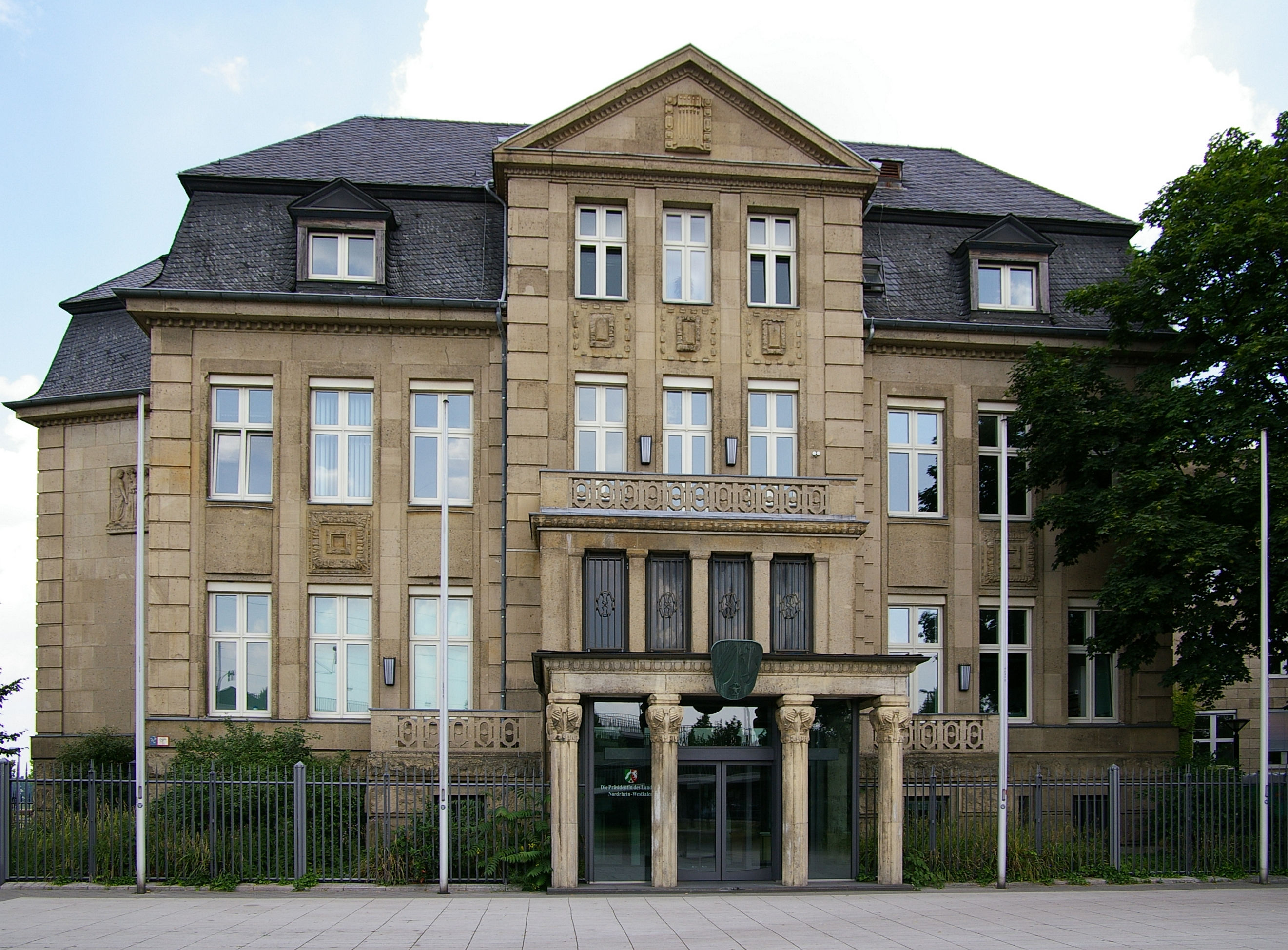
„Вилла Хорион
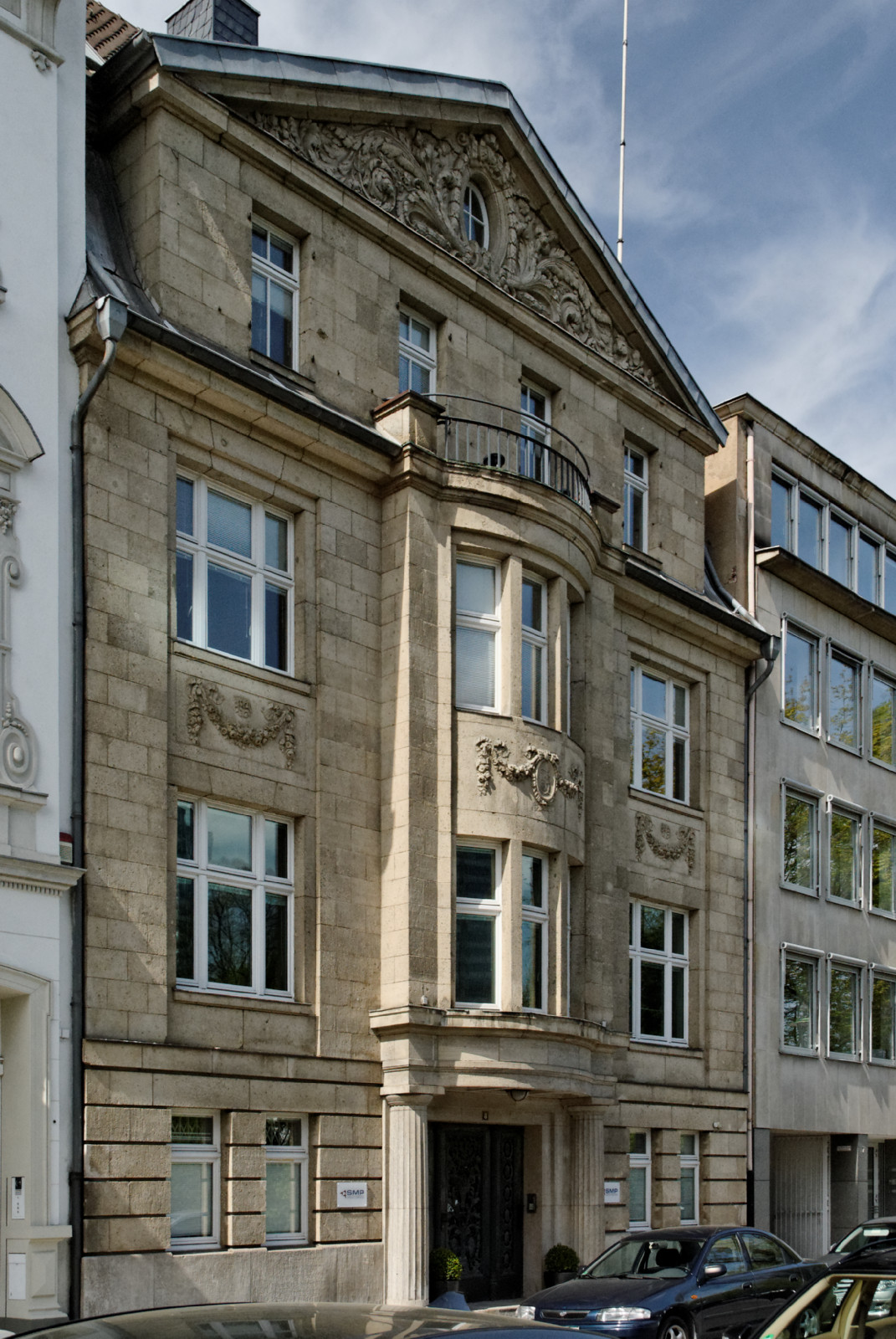
Здание № 8 по улице Вассерштрассе

## Топонимы в честь архитектора
- В дюссельдорфском районе Гарат в его честь названа улица "Германн-фом-Эндт-Штрассе". Так же называются остановки автобусов №№ 778 и 779 (Бенрат-Гарат) вблизи улицы.